# Cecilia Vicuña
Cecilia Vicuña Ramírez (Santiago, 22 de julho de 1948) é uma poeta e artista chilena radicada em Nova York e Santiago.
Seu trabalho é conhecido por tratar de linguagem, memória, dissolução, extinção e exílio. Os críticos também observam a relevância de seu trabalho para as políticas de destruição ecológica, homogeneização cultural e disparidade econômica, particularmente a maneira como esses fenômenos privam os já impotentes. Seu compromisso com formas e metodologias feministas é o que une todo seu trabalho, entre os quais se destacam quipus, palabrarmas e precários. Sua prática tem sido especificamente ligada ao termo ecofeminismo.
Cecilia Vicuña recebeu o Premio Velázquez de Artes Plásticas 2019, o principal prêmio de arte da Espanha, atribuído pelo Ministério da Cultura espanhol a um artista radicado no país ou da Comunidade Ibero-Americana de Nações. A declaração do júri disse que ela recebeu o prêmio por seu "excelente trabalho como poeta, artista visual e ativista" e sua "arte multidimensional que interage com a terra, linguagem escrita e tecelagem".

## Biografia
Cecilia Vicuña nasceu em Santiago do Chile em 1948 e cresceu em La Florida, no vale do Maipo. De 1957 a 1964, ela aprendeu inglês na St. Gabriel's English School e fez pinturas abstratas em seu primeiro estúdio construído por seu pai. Em 1966, ela ingressou na escola de arquitetura na Universidade do Chile em Santiago, mas mudou para a escola de belas artes. Em 1967 fundou o "Tribu No" e a revista mexicana El Corno Emplumado publicou seu primeiro poema.
Ela recebeu seu MFA da Universidade do Chile em 1971 e mudou-se para Londres com um British Council Award em 1972 para frequentar a Slade School of Fine Art. Em 1973, ela se exilou em Londres após a morte do presidente Salvador Allende e o golpe de estado chileno de 1973, liderado pelo ditador Augusto Pinochet, ela permaneceu em Londres.
Enquanto exilada em Londres, Vicuña concentrou-se principalmente no ativismo político, manifestando-se em protestos pacíficos contra o fascismo e as violações dos direitos humanos no Chile e em outros países. Ela é membro fundadora do Artists for Democracy e organizou o Festival de Artes para a Democracia no Chile no Royal College of Art, em 1974.
Em 1975, Vicuña deixou Londres e mudou-se para Bogotá, na Colômbia, para realizar pesquisas independentes sobre arte e cultura indígenas. Ela viajou por todo o país, Venezuela e Brasil. Em Bogotá foi convidada pelo Teatro La Candelaria e Corporación Colombiana de Teatro para criar cenografias. Em 1980, Vicuña mudou-se para Nova York e casou-se com César Paternosto. Na década de 80 expôs seu trabalho no MoMA, no Alternative Museum e no Center for Inter American Relations, em Nova York. Na década de 1990, Vicuña realizou diversas exposições individuais nos Estados Unidos, como "Precarious", individual na Exit Art, Nova York (1990); "El Ande Futuro", uma exposição individual no University Art Museum, Berkeley, Califórnia (1992); e "Cloud-Net", uma exposição individual itinerante no Hallwalls Contemporary Arts Center, Buffalo, NY (1998), DiverseWorks Artspace, Houston, Texas, e Art in General, Nova York, NY (1998).
Ela foi entrevistada para o filme de 2010 !Women Art Revolution.
Em 2018, Vicuña tornou-se a artista residente da bolsa internacional Sarah Lee Elson do Museu de Arte da Universidade de Princeton. Como parte de sua residência, Vicuña se apresentou com o pianista colombiano Ricardo Gallo.

## Performance
Cecilia Vicuña foi a fundadora do Tribu No e autora do No Manifesto, que criou ações artísticas em Santiago do Chile de 1967 a 1972.
Em 1979, enquanto morava em Bogotá, Vicuña apresentou El Vaso de Leche (O Copo de Leite), no qual reuniu uma plateia e derramou um copo de tinta branca para protestar contra a morte de cerca de 1.920 crianças devido ao leite contaminado. A empresa responsável misturou enchimentos como tinta no leite para maximizar seus lucros.
Ela performa sua poesia internacionalmente, frequentemente em conjunto com exposições ou instalações de arte, e documenta suas performances em vídeos, na página de áudio Vicuña em Pennsound, e a coleção de 2012 Spit Temple: The Selected Performances of Cecilia Vicuna, que inclui transcrições, comentários e comentários do público.

## Publicações
Vicuña publicou vinte e dois livros de suas instalações de artes visuais e poesias. Sua escrita foi traduzida para vários idiomas. Estes incluem Saboramí (1973), o primeiro testemunho em livro do Golpe Militar no Chile, documentando a morte de Salvador Allende, O Precário/Precário (1983), Cloud Net (2000), Instan (2002)  e Spit Temple (2010), uma coleção de suas performances orais. Em 1966, para um de seus livros mais experimentais, El Diario Estúpido, Vicuña escreveu 7.000 palavras por dia, registrando suas emoções e experiências. Em 2009, ela co-editou o Oxford Book of Latin American Poetry com Ernesto Livon Grosman, uma antologia de 500 anos de poesia latino-americana, que o Washington Post chamou de "magistral".

### Poesia
- Saborami . Cullompton, Reino Unido: Beau Geste Press, 1973.
- Siete Poemas . Bogotá, Colômbia: Edições Centro Colombo Americano, 1979.
- Precário/Precário . Nova York, NY: Tanam Press, 1983.
- Luxumei o El Traspié de la Doctrina . Cidade do México, México: Los Libros del Fakir #33, Editorial Oasis, 1983.
- PALABRARmas . Buenos Aires, Argentina: Edições El Imaginero, 1984.
- Samara . Valle del Cauca, Colômbia: Ediciones Embalaje del Museo Rayo, 1986.
- La Wik'uña . Santiago, Chile: Francisco Zegers Editor, 1990.
- Desvendando palavras e a tecelagem da água . Minneapolis, MN: Graywolf Press, 1992.
- PALABRARmas/ WURWAPPINschaw . Edimburgo, Escócia: Morning Star Publications, 1994.
- A realidade é uma linha . Kortrijk, Bélgica: Kanaal Art Foundation, 1994.
- Palavra & Tópico . Edimburgo, Escócia: Morning Star Publications, 1996.
- O precário: a arte e a poesia de Cecilia Vicuña / QUIPOem . Middletown, CT: Wesleyan University Press, 1997.
- nuvem-net . Nova York, NY: Arte em Geral, 1999.
- El Templo . Nova York, NY: Situations, 2001.
- Instantâneo . Berkeley, CA: Kelsey St. Press, 2002.
- eu você . Buenos Aires, Argentina. Tsé-Tsé, 2004.
- Palabramas . Santiago, Chile: RIL Editores, 2005.
- Sabor A Mí . Santiago, Chile: Edições Universidad Diego Portales, 2007.
- V. Lima, Peru: tRope, 2009.
- Soy Yos: Antologia, 1966-2006 . Santiago, Chile: Lom Edições, 2011.
- Saborami . Filadélfia, PA: ChainLinks, 2011.
- Chanccani Quipu . Nova York, NY: Granary Books, 2012.
- Templo do Cuspe . Brooklyn, NY: Ugly Duckling Press, 2012.[28]
- Slow Down Fast, A Toda Raja, Berlim: Errant Bodies Press: DOORMATS8, 2019.[29]

### Ensaios Selecionados
- "O golpe veio para matar o que eu amava", em Spare Rib, #28, Londres 1974.
- "Para Contribuir a la Memoria", em La Bicicleta, #24, Santiago do Chile, 1982.
- "Quatro Donne na América Latina", Anno V, #13, Roma, Itália, 1984.
- "The No, at the Latinoamerica Despierta Conference," Massachusetts College of Art, Boston, 1989. (Publicado como "Transcript of Remarks" em Being America, por Rachel Weiss, White Pine Press, Nova York, 1991. )
- "A Invenção da Pobreza", na América a Noiva do Sol, Museu Real, Amberesm Bélgica, 1992.
- "A Terceira Pedra", no The Guardian, Londres, 26 de novembro de 1996.
- "Poesia e teoria das cordas, uma conversa com James O'Hern," Riffing on Strings, editado por Sean Miller & Shveta Verma, Scriblerus Press, 2008.
- "Organizar la ensonacion, en Artists for Democracy: El Archivo de Cecilia Vicuna," Museo de la Memoria y los Derechos Humanos, Museo National de Bellas Artes, Santiago, Chile, 2014.[30]

### Volumes editados
- Martin Adan, A Casa de Papelão . Minneapolis, MN: Graywolf Press (The Palabra Sur Series of Latin American Literature), 1988.
- Rosario Castellanos, Os Poemas Selecionados de Rosario Castellanos . Minneapolis, MN: Graywolf Press, 1988.
- Adolfo Bioy Casares, Um Plano de Fuga . Minneapolis, MN: Graywolf Press (The Palabra Sur Series of Latin American Literature), 1988.
- Vicente Huidobro, Altazor . Minneapolis, MN: Graywolf Press (The Palabra Sur Series of Latin American Literature), 1988.
- Ül: Quatro Poetas Mapuches . Pittsburgh, PA: Latin American Review Press, 1998.
- O Oxford Book of Latin American Poetry . Nova York, NY: Oxford University Press, 2009.[31]

## Arte visual

### Quipus
Vicuña tornou-se cada vez mais reconhecida por suas obras monumentais com lã crua e outras fibras, tingidas de carmesim e suspensas ou drapeadas. Espectadores e críticos muitas vezes reagem às obras como evocando sangue. Vicuña se refere a essas instalações de fibra como quipus, fazendo referência aos sistemas indígenas de escrita suprimidos pelas forças colonizadoras espanholas. Ao contrário dos quipus pré-colombianos transportáveis, os quipus de Vicuña estão integrados na paisagem ou na galeria em que aparecem. Vicuña se referiu ao seu primeiro quipu como o "quipu que não lembra de nada", era um cordão vazio assim como seu primeiro precário.

### Objetos
Vicuña cria "obras precárias" caracterizadas pelo uso de materiais muitas vezes frágeis, desgastados pelos elementos e/ou biodegradáveis: um retorno ao meio ambiente. Ela descreve seu trabalho como uma forma de "ouvir um silêncio antigo esperando para ser ouvido". Em 1966, ela começou a criar intervenções escultóricas chamadas precarios, combinando ritual e materiais tipicamente descartáveis como fios, paus, penas, folhas, pedras e ossos. Entre 24 de junho de 1973 e agosto de 1974, ela criou mais de 400 precários como um ato de resistência política em resposta ao golpe militar do general Pinochet ao presidente Salvador Allende. Esta série de precários foi chamada de Um Diário de Objetos para a Resistência Chilena. Os 12 livros da revista estão agora na coleção da Tate Gallery em Londres.

### Instalações
As instalações de Vicuña geralmente consistem em grandes fios de lã de várias cores e texturas. Em sua série de instalações Cloud-Net, ela utilizou a lã do sagrado animal selvagem da vicunha andina (vinculado a ela pelo nome) em tecelagens de urdidura e trama em grande escala incorporadas a ambientes rurais e urbanos. Em sua exposição individual no Museu de Belas Artes de Boston, ela combinou o uso dessas instalações de lã com tecnologia de projeção e sistemas de som para criar uma experiência imersiva e atmosférica para os visitantes do museu.

### Pinturas
Vicuña fez diversas pinturas no final dos anos 1960 e início dos anos 1970. Muitas dessas pinturas fazem referência a artistas indígenas do século XVI que incluíam suas próprias influências culturais em suas pinturas de anjos e santos para a Igreja Católica. Nas pinturas de Vicuña, os ícones religiosos são substituídos por figuras pessoais, políticas e literárias, como Karl Marx, Lenin, Salvador Allende, Ho Chi Minh e membros de sua própria família. Em 2018, o Museu Solomon R. Guggenheim, em Nova York, adquiriu o retrato de Karl Marx de 1972 de sua série Heróis da Revolução.
Mais tarde, em 1981, Vicuña executou Parti si Pasión (Partilha – Sim – Paixão) em Nova York, onde escreveu "Parti si Pasión" nas cores das bandeiras americana e chilena no caminho para o World Trade Center. O nome deste trabalho é uma dissecação da palavra "participação". Vicuña chama essa desconstrução da linguagem de palabrarmas, traduzindo para "armas de espada". Esta é uma combinação da palavra espanhola "armas" (armas, armas) e "palabra" (palavras).

## Exposições
Os museus que exibiram seu trabalho incluem o Museo Nacional de Bellas Artes de Santiago, o Institute of Contemporary Arts (ICA), Art in General, a Whitechapel Art Gallery em Londres, o Whitney Museum of American Art, a Universidade da Califórnia, Berkeley Art Museum, MoMA, Brooklyn Museum e Museu de Belas Artes de Boston. Seu trabalho também é exibido no Centro Nacional de Arte Contemporânea Cerrillos, perto de onde ela cresceu. Ao lado de seus quipus, pinturas, poesias e filmes, também há documentação do trabalho que ela fez com grupos ativistas como La Tribu do Chile, Artists for Democracy em Londres e Heresies Collective.
Em 2017, seu trabalho foi incluído nos sites Atenas e Kassel da documenta 14. Em 2017, o Contemporary Arts Center New Orleans deu origem a uma exposição itinerante intitulada Cecilia Vicuña: About To Happen. Esta exposição foi uma "carta de lamento e amor ao mar", apresentando detritos lavados em forma de esculturas. Em 2018, a exposição "Cecilia Vicuña: Disappeared Quipu" foi exibida no Brooklyn Museum (18 de maio a 25 de novembro de 2018)  bem como no Museum of Fine Arts Boston (20 de outubro de 2018 a 21 de janeiro de 2019). ). Combinando grandes fios de lã para fazer um gigantesco quipu com uma projeção de vídeo de quatro canais, Vicuña explorou a experiência de estar separado de sua própria cultura e idioma.
A Vicuña é representada por Lehmann Maupin em Nova York, England & Co. em Londres e Galerie Patricia Ready em Santiago. Em 2018, sua exposição La India Contaminada, sua primeira exposição de pesquisa em Nova York, foi exibida no Lehmann Maupin e revisada no Artforum. Em 2019, o Instituto de Arte Contemporânea da Universidade da Pensilvânia realizou a primeira grande exposição individual da obra de Vicuña. Também em 2019, sua primeira retrospectiva, Seehearing the Enlightened Failure, foi exibida no Witte de With Center for Contemporary Art, Rotterdam, Holanda.

### Exposições individuais selecionadas
- Cecília Vicuña: Pinturas, poemas y explicaciones, Museo Nacional de Bellas Artes, Santiago (1971)
- Cecília Vicuña: Precarious, Exit Gallery, Nova York (1990)
- Cecília Vicuña: El Ande Futuro, Berkeley Art Museum e Pacific Film Archive, Berkeley (1992)
- Cecília Vicuña/Water Writing: Anthological Exhibition, 1966–2009, Institute for Women & Art, Rutgers University, New Brunswick, NJ (2009)
- Artistas pela Democracia: El archivo de Cecilia Vicuña, Museo Nacional de Bellas Artes; Museo de la Memoria y los Derechos Humanos, Santiago (2014)
- Cecilia Vicuña: Desaparecido Quipu, Brooklyn Museum and Museum of Fine Arts, Boston (2018) [47]
- Vendo Ouvindo o Fracasso Iluminado. Cecilia Vicuña, uma exposição retrospectiva, Witte de With Center for Contemporary Art, Rotterdam, Holanda (2019).[48]

### Exposições coletivas selecionadas
- Pintura Instintiva Chilena, Museu Nacional de Belas Artes, Santiago, Chile, (1972)
- The Decade Show, The New Museum, Nova York, NY (1990)
- Zegher e Paul Vandenbroeck, Museu Real de Antuérpia, Bélgica (1992)
- Gallery, Londres, e a Galeria de Arte da Austrália Ocidental, Perth, (1996)
- Transferencia y Densidad, 100 anos de Artes Visuales en Chile, Museo Nacional de Bellas Artes, Santiago, Chile (2000)
- Rayuela / Amarelinha, Fifteen Contemporary Latin American Artists, University Art Gallery, The University of Scranton, Pennsylvania, (2002)
- Multiplicação, Museo de Arte Contemporáneo, Santiago, Chile, (2006)
- CARALHO! Art and the Feminist Revolution, The Museum of Contemporary Art, Los Angeles, EUA, (2007)
- Pontos de Encontro 7 - MP7 . Com curadoria de "O que, quem e para quem" (WHW), viajando para o Cairo, Beirute, Viena, Madrid, (2013)
- Documentação 14 (2017) [49][50]

## Recente
Cecilia Vicuña lecionou na School of Visual Arts (SVA) em Nova York e é cofundadora da Oysi School.
Nos últimos anos, Cecilia Vicuña realizou workshops e seminários na Jack Kerouac School of Disembodied Poetics da Naropa University; Universidade de Denver; na Universidade da Pensilvânia; no Centro Cultural Ricardo Rojas, da Universidade de Buenos Aires; no Festival de Poesía de Medellín na SUNY Purchase; Colégio Bates; Universidade de Cornell; Colégio Ítaca; no Programa Literário Just Buffalo em Buffalo, NY; no Centro Abrons em Henry St Settlement, Nova York; Instituto Pratt; CUNY; e no Projeto de Poesia de São Marcos na Poets House em Nova York.

## Prêmios e Homenagens
- 2019 — Prêmio Velázquez de Artes Plásticas 2019 . Ministério da Cultura espanhol. Espanha
- 2019 — Prêmio Herb Alpert de Arte Visual[52]
- 2018 — Achievement Award, The Cisneros Fontanals Foundation, CIFO Princeton University Art Museum 2018 Sarah Lee Elson International Artist-in- Residence., Princeton, NJ.[53]
- 2017 — Convidado para Documenta 14, Atenas, Kassell, Primavera-Verão.[49]
- 2015 — Messenger Lecturer, Cornell University.[54]
- 2014 — SLAS Spring 2014 Scholar in Residence no Departamento de Humanidades e Estudos de Mídia do Pratt Institute, Nova York.[55]
- 2013 — Runner Up 2013 Prêmio PEN de Poesia em Tradução para Spit Temple, Performances Selecionadas de Cecilia Vicuña, editado por Rosa Alcalá.[56]
- 2011 — Sello de Excelencia, Consejo de las Artes y la Cultura de Chile Prêmio Fondart do Patrimônio Imaterial por seu projeto "Tugar Tugar Salir a Buscar el Sentido Perdido", realizado em Caleu, Chile.[8]
- 2009 — Estelle Lebowitz Artista Visitante Residente na Mary H. Dana Women Artists Series do Institute for Women and Art da Rutgers University, NJ.[57]
- 2005 — Phipps Chair in Contemporary Poetry, University of Denver, CO.
- 2004 — MacDowell Colony Fellowship, Peterborough, NH.[8]
- 2003 — Residência no Bellagio Study Center, Itália, Fundação Rockefeller.[58]
- 2002 — Residência da Fundação Hedda Sterne, Springs, New York Pennies from Heaven Fund Award, Community Trust of New York, NY.
- 2001 — Residência Fundação Valparaíso, Mojacar, Espanha.
- 1999 — The Anonymous Was a Woman Award, Nova York.
- 1997 — Prêmio da Fundação Andy Warhol para QUIPOem.
- 1996 — The Fund for Poetry Award, Nova York.
- 1995 — The Fund for Poetry Award, Nova York.
- 1995 — Prêmio Lee Krasner Jackson Pollock, Nova York.
- 1992 — Arts International Award, Lila Wallace Reader's Digest Fund.
- 1991 — Residência Bellagio, Fundação Rockefeller, Itália.
- 1988 — Convidado para a Olimpíada de Arte de Seul pelo Museu Guggenheim de Nova York (recusado).
- 1985 — Human Rights Exile Award, Fund for Free Expression, Nova York.
- 1983 — LINE II Award for Precario/Precarious, Nova York.
- 1972 — Bolsa do British Council no Reino Unido.[8]